# Тренинг личностного роста (фильм)
«Тренинг личностного роста» (англ. The Secret of a Leader) — фильм режиссёра Фархата Шарипова.
Картина снята на киностудии «Казахфильм» им. Ш.Айманова по заказу Министерства культуры и спорта Республики Казахстан. Сценарий фильма создан по мотивам романа Данияра Сугралинова «Кирпичи 2.0». Мировая премьера фильма состоялась в 2018 году в конкурсной программе «Окно в азиатское кино» 23-го Пусанского международного кинофестиваля. 4 июля 2019 года картина вышла в широкий российский прокат. Дистрибьютором фильма на территории РФ выступила российская компания RFG Distribution.

## Сюжет
Обычный банковский клерк Канат переживает кризис среднего возраста. К сорока годам он перестал мечтать и не видит смысла в своей жизни. Но все меняется с приездом в Алматы бывшего сокурсника Данияра.

## В ролях
| Актёр                | Роль                     |
| -------------------- | ------------------------ |
| Дулыга Акмолда       | Канат                    |
| Ержан Тусупов        | Данияр                   |
| Гульжамал Казакбаева | мать Каната              |
| Филипп Волошин       | Миха                     |
| Ануар Нурпеисов      | бизнес-тренер            |
| Асель Калиева        | Жанна                    |
| Шарип Серик          | коллега Каната           |
| Ришат Адильбеков     | коллега Каната           |
| Ильяс Сабалаков      | сосед                    |
| Карина Амангельды    | дочь Каната              |
| Сауле Жаксылыккызы   | жена Каната              |
| Диёра Аминжанова     | Алиса                    |
| Назым Муртазина      | Дикра, пропавшая девушка |
| Мурат Беккожин       | отец Дикры               |
| Маржан Казыбаева     | мать Дикры               |

## Награды
- Специальный приз жюри, XIV Международный кинофестиваль Шакена Айманова, Алматы, 2018 г.
- Приз NETPAC, XIV Международный кинофестиваль Шакена Айманова, Алматы, 2018 г.
- Гран-при 41-го Московского международного кинофестиваля, Москва, 2019 г.
- Гран-при Международного кинофестиваля «Евразия», Нур-Султан, 2019 г.
- «Лучшая мужская роль» (актер Ержан Тусупов), Национальная кинематографическая премия «Кулагер», 2019 г.
- «Лучший фильм», Национальная кинематографическая премия «Кулагер», 2019 г.
- Лучший сценарист — Фархат Шарипов, Премия «Выбор критиков-2020» ассоциации кинокритиков Казахстана[1]

## Рецензии
- Вадим Рутковский, Coolconnection

«Тренинг» — меткая социальная драма и драма поколенческая; кино, где есть и тревожность, спровоцированная общественным нездоровьем, и экзистенциальная печаль — побочный эффект воспоминаний о молодости. А в последней трети «Тренинг» оборачивается почти детективом, в котором главное не разгадка, но моральное беспокойство. И на социальный сарказм фильм щедр.

https://www.coolconnections.ru/ru/blog/posts/046a0a0d-bc87-49ed-a282-589c3ff021a5
- Андрей Плахов, Коммерсантъ

Фильм-победитель — образец не государственно-патриотического, а независимого малобюджетного социально-критического кино. В России такое почти извели усилиями госчиновников, но в соседнем Казахстане оно продолжает активно развиваться. «Тренинг личностного роста» Фархата Шарипова — казахский вариант «Конформиста» Бертолуччи, фильм, бьющий прямо в сердце коррумпированной системы, построенной на беспринципном карьеризме.

https://www.kommersant.ru/doc/3959415
- Денис Виленкин, Kinoafisha.ru

Это история морального выбора, протекающая в будто бы застывшем во времени Казахстане. Детали постсоветского быта, роскошный в своей безвкусице главный городской бар с пошлым британским названием — мир фильма насыщен точными маркерами провинции.

https://www.kinoafisha.info/news/mmkf-2019-potustoronniy-kazahskiy-durman-stoimost-grechki-i-lovlya-narkobarona/
- meduza.io

https://meduza.io/feature/2019/04/26/trening-lichnostnogo-rosta-brutalnaya-istoriya-klerka-zhivuschego-v-sovremennom-kazahstane
- Екатерина Визгалова, Кино-Театр.ру

Изобразительно картину отличает сдержанность и визуальная неброскость, холодные цвета и спокойная, неподвижная камера, ритмически — неспешность, как это обычно и бывает в правильном фестивальном кино.
- Седова Анастасия, Собеседник.ру

Фильм поражает своим психологизмом
- Сергей Сергиенко, Кинорепортер.ру

«Тренинг личностного роста» — очередной яркий пример сильного социального кино из Казахстана…
- Дмитрий Мостовой, sputniknews.kz

Шарипов вернулся с социальной драмой «Тренинг личностного роста…», утвердившись в качестве большого режиссёра и талантливого сценариста.
И вот, наконец, бьющая наотмашь и прямо в лоб социальная драма, без притворных стеснения и отвода глаз, честно и прямо препарирующая казахстанское общество и его модель развития…
«Тренинг личностного роста…» до жути реалистичное кино. Нет, это не чернуха, не надейтесь. Я сказал бы, что это слепок нашей жизни. И если когда-нибудь в будущем кому-нибудь захочется изучить городскую жизнь Казахстана 2010-х, «Тренинг…» будет прекрасным учебником.
- Владимир Рерих, Караван

Тусклая обыденность. Илистое дно повседневности, где живут беззвучные моллюски и мелкие рыбки, гоняющиеся за крошками, которые проваливаются откуда-то сверху. И под каждой корягой сидит премудрый пескарь, который учит этих головастиков акульим повадкам.
И в эту болотистую тоску спускается батискаф, и луч его прожектора высвечивает картины, которые мы не просто узнаем, а начинаем понимать их горький смысл. Этот батискаф и есть фильм, снятый глубоководной камерой.